# Euclidia annexa
Euclidia annexa är en fjärilsart som beskrevs av H. Edwards 1890. Euclidia annexa ingår i släktet Euclidia och familjen nattflyn. Inga underarter finns listade i Catalogue of Life.